# 飯島麗華
飯島 麗華（いいじま れいか）は、日本の元AV女優。

## 略歴
2000年頃にデビューした熟女系のAV女優である。
現在は引退している。

## 作品

### アダルトビデオ
2000年
- 巨乳愛奴狩り3（12月8日、シネマジック）共演:紺野未緒、小池ゆい
- 私立巨乳女学園 3 保健室の淫靡な誘惑！！（11月11日、コロナ社）共演不明

2001年
- 責め上手な美人家庭教師（1月25日、GAIA）共演:不明
- ミセスシャワー3（1月30日、冒険ゴリラ）
- 童貞しゃぶり家庭教師 淫らな報酬（2月15日、ネクストイレブンクラブ）
- 昼下がりの淫ら妻（3月6日、クリスタル映像）他出演:水野彩、赤坂美月、石井名美、桐島幸
- 2穴中出し（4月23日、エンジョイゾーン）
- 巨乳女狩り5（4月24日、クリスタル映像）他出演:川村志穂、葵智美、ゆうき綾
- 女ハ男ヲ目デ犯ス。16th（4月27日、ワープエンタテインメント）共演:早瀬理子、相田るる
- 隣の奥さんに甘えたい2（5月12日、クリスタル映像）他出演:塩田友里恵、渡瀬まりあ、滝沢美織、川奈しずか
- 淫画ダイナマイト3 [淫汁遊戯号]（5月16日、アロマ企画）共演:愛田るか、松葉まどか
- ザ・筆おろし18（5月28日、クリスタル映像）他出演:南えり、澤宮あき、赤坂美歩
- 月刊「ハメ撮り2」（6月8日、ワープエンタテインメント）他出演:姉崎今日子、澤宮有希
- 淫語娘2 [フェロモン淫語] （7月5日、アロマ企画）
- 巨乳女狩り6（7月24日、クリスタル映像）他出演:田原泳美、西口千佳、七瀬珠希、長島隆子
- 肉棒奴隷ザーメン搾り（8月9日、ディープス）
- お姉さんがしてあげるDX 二人におまかせ（8月、レイディックス）共演:松葉まどか
- 接吻くちまん騎乗位（10月6日、ハムレット）共演:名月彩
- せんずり女（10月23日、アロマ企画）他出演:沢賀名、風見京子、叶不二子、伊藤佳澄
- ザ・筆おろし20（11月20日、クリスタル映像）他出演:長谷川留美子、梶原まゆ、吉村彩夏

2002年
- A級カリスマダム伝説 熟女王PARTII（4月27日、宇宙企画）他多数出演
- 放尿5人娘（10月15日、MOODYZ）他4名共演
- 特選! 半熟マダムSPARK 創刊号（10月15日、鱗太朗商店）オムニバス作品
- 淫魔義姉 愛戯混交（11月30日、鱗太朗商店）
- スーパーGスポットSP VOL.7（12月20日、クリスタル映像）出演:一色志乃（南えり 葵あかね 坂上香 杉浦茉里平良ゆう（上原千夏）

2003年
- EXTRA MRS.VIRTUA 03（8月2日、アルファーインターナショナル）
- 痴女 淫欲に満ちた牝豹たち 20（8月27日、U&K）共演:坂口華奈
- SUPER HARD 発情姉（8月30日、HRC）共演:金子みえ、神崎南、東城あきら
- マダムレポート1 ～スケベな人妻でごめんなさい～（12月1日、マルクス兄弟）他出演:吉澤萌香、友崎亜希

2004年
- 人妻凌辱 No.4（5月31日、プリウス）他出演:友田真希

2007年
- ショリニ2～ 不要顧客処理第二課OL社内汚物飼育（10月19日、ヤプーズマーケット）共演:高原そのみ、小島カオル、杉本恭子、北川絵利香

他多数出演

### オリジナルビデオ
- 酒池肉林ドラマ 新お水の肌道（2003年7月22日、TMC）共演:緒方鈴、桜沢夕海、佐々木麻由子、里見瑤子、斎藤由里、南あみ